# Rheinstadion
 (avril 2025).
Le Rheinstadion est un ancien stade allemand de football situé à Düsseldorf. Il est remplacé par le LTU Arena, inaugurée en 2005.

## Histoire
Ce stade a accueilli cinq rencontres de la Coupe du monde de football 1974 et deux matchs du Championnat d'Europe de football 1988.
Il accueille la première Coupe du monde des nations d'athlétisme 1977.
La capacité de l'enceinte était de 42 500 places de 1925 à 1974, puis de 76 000 places de 1974 à 2002.
Ce stade a accueilli les finales de la NFL Europa 1999 et 2002.